# Lura

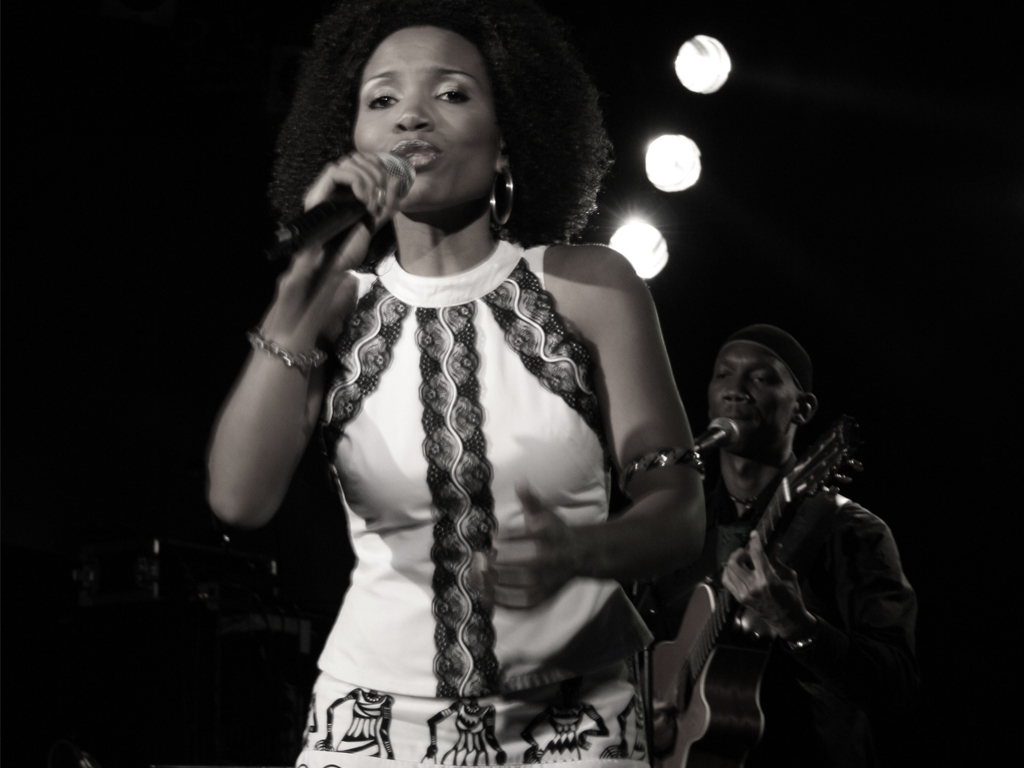
Lura auf einem Konzert in Mailand (2007)

Lura (* 31. Juli 1975 in Lissabon), eigentlich Maria de Lurdes Pina Assunção, ist eine Sängerin und Komponistin.
Sie sieht sich selbst als kapverdische Künstlerin, obwohl sie in Portugal geboren wurde – als Tochter kapverdischer Eltern, ihr Vater stammt von der Insel Santiago, ihre Mutter von São Nicolau.

## Leben
Eigentlich wollte Lura Tänzerin oder Schwimmlehrerin werden, jedoch wurde dann der Grundstein für ihre Karriere als Sängerin schon im Alter von siebzehn Jahren gelegt, als Juka – ein Künstler aus São Tomé und Príncipe – sie bat, für ein Album ein Duett mit ihm zusammen zu singen, welches ein großer Erfolg wurde. Daraufhin wirkte sie an Produktionen mit Musikern wie Bonga, Tito Paris, Paulo Flores und Paulinho Vieira mit. 1996 nahm sie ihre erste CD Nha Vida mit eigenen Kompositionen auf. 1997 beteiligte sie sich an dem Gemeinschaftsprojekt Red Hot + Lisbon, eingebunden in eine Kampagne gegen AIDS der Red Hot Organization, neben anderen berühmten Künstler wie Caetano Veloso, Marisa Monte, Djavan, Bonga und Tereza Salgueiro. Es folgten weitere CD-Produktionen sowie Tourneen durch ganz Europa. In dem Film Fados von Carlos Saura sang Lura das Stück Morna. Lura gehört zurzeit zu den populärsten Musikern der Kapverden.
2006 erhielt Lura für ihr Album "Di Korpu Ku Alma" den „BBC Radio 3 Award for World Music“ in der Sparte "Newcomer".
Die Kompositionen Luras basieren auf traditioneller kapverdischer Musik wie Morna, Funaná und Batuku, die mit afrikanischen und modernen Einflüssen gemischt sind.

## Diskografie
- Nha Vida, 1996, CD
- In Love, 2002, CD
- Di Korpu Ku Alma, 2005, CD/DVD
- M'bem di fora, 2006, CD
- Eclipse, 2009, CD
- Herança, 2015, CD